# Mai Chí (Bắc Tống)
Mai Chí (chữ Hán: 梅挚, ? – ?), tự Công Nghi, người huyện Tân Phồn, phủ Thành Đô , quan viên nhà Bắc Tống.

## Sự nghiệp
Chí xuất thân tiến sĩ, ban đầu được làm Đại Lý bình sự, tri huyện của Thượng Nguyên thuộc phủ Lam Điền, dời làm Tri Chiêu Châu, Thông phán Tô Châu. 2 lộ Chiết Giang mất mùa, quan cho dân vay giống, rồi đòi nợ rất gấp, Chí nói cho vay bản chất là làm ơn, sao lại chất thêm khó khăn lên dân, triều đình giáng chiếu hoãn kỳ thu nợ ấy.
Trong niên hiệu Khánh Lịch (1041 – 1048) thời Tống Nhân Tông, Chí được cất nhắc làm Điện trung thị ngự sử. Bấy giờ có vài cơn thiên tai, Chí dẫn Hồng phạm  để dâng lên bài sớ Biến giới (变戒, biến: thay đổi, giới: răn), khuyên hoàng đế trách mình sửa đức.
Chí được dời làm Khai Phong phủ Thôi quan, rồi thăng làm Phán quan. Tăng nhân Thường Oánh lấy thẻ tre gởi thư cho cung nhân, liễn quan Trịnh Ngọc say rượu la hét, ẩu đả đánh chết lính tuần, đều được phóng thích không hỏi; Chí xin phạt trượng tất cả bọn chúng. Chí được đổi làm Độ chi phán quan, tiến làm Thị ngự sử; luận Thạch Nguyên Tôn (cháu nội của Thạch Thủ Tín) đáng tội chết, tấu lên không được hoàng đế trả lời . Lý Dụng Hòa (em trai của Lý Thần phi) được trừ quan Tuyên huy sứ, gia chức Đồng Trung thư Môn hạ Bình chương sự; Chí nói rằng Đỗ Thẩm Quỳnh (anh trai của Chiếu Hiến Đỗ thái hậu), Lý Kế Long (anh trai của Minh Đức Lý hoàng hậu, 1 trong 24 công thần trên gác Chiêu Huân) khi xưa không được vẻ vang như vậy. Sau đó Chí được làm Hộ bộ Viên ngoại lang kiêm Thị ngự sử tri tạp sự, quyền Phán Đại Lý tự; lại tham gia vào cuộc phản đối Nhân Tông thăng thưởng cho Trương Nghiêu Tá (bác của Trương quý phi). Đến khi Chí tâu xin giảm số học sĩ viên của điện Tư Chánh, muốn triệu quan Đãi chế cùng nghị chánh, sau đó lại đòi trăm quan chuyển đối . Nhân Tông nói với đại thần: “Mai Chí bàn việc đắc thể.” Nhân đó lấy Chí làm Hộ độ phó sứ.
Gặp lúc triều đình mở tiệc tiếp đãi sứ Khiết Đan ở điện Tử Thần, Tam tư phó sứ chỉ được ngồi ở Đông Vũ (hàng lang phía đông, dành cho thượng khách), còn quan viên có cấp bậc thấp hơn chỉ được ngồi ngoài cửa. Chí thấy vậy, cùng Lưu Thực, Trần Kịp bỏ ra ngoài. Vì thế Chí bị giáng làm Tri Hải Châu, rồi dời đi Tô Châu, nhờ đó được làm Độ chi phó sứ. Ban đầu Hà Bắc mất mùa, tam tư vận chuyển gạo ở Giang, Hoài cho Hà Bắc. Sau đó Giang, Hoài có nạn đói, hữu tư dâng tấu chỉ trích những người liên quan, Chí xin giảm tội cho họ.
Sau đó Chí được cất nhắc làm Thiên Chương các Đãi chế, Thiểm Tây Đô chuyển vận sứ; trở về triều làm Phán Lại bộ Lưu nội thuyên , tiến làm Long Đồ các Học sĩ, Tri Hoạt Châu. Châu hằng năm phòng bị Hoàng Hà, điều tráng đinh chặt cỏ lâu ven sông, Chí cho rằng như thế khiến dân mỏi mệt, tâu xin lấy châu binh thay thế. Hoàng Hà dâng cao, sắp vỡ đê, Chí trong đêm soái quan thuộc đốc thúc thầy thợ giữ đê, mới không còn nỗi lo lũ lụt, được nhận chiếu khen ngợi công lao. Sau đó Chí được đảm đương Tam ban viện, làm Đồng Tri cống cử . Chí xin làm Tri Hàng Châu, đế ban thơ Sủng hành ; dần được thăng quan Hữu Gián nghị đại phu, dời làm Tri Giang Ninh phủ, rồi dời đi Hà Trung.
Chánh sử không chép cụ thể thời điểm mất của Chí.

## Nhận xét
Sử cũ nhận xét: Chí tính thuần tĩnh, không ra vẻ nghiêm trang, chánh tích đạt được đúng với cách làm người của ông, ở nhà chưa từng hỏi đến sanh kế.

## Tác phẩm
Chí thích làm thơ, phần nhiều là những lời răn dạy, ngoài ra còn có hơn 40 thiên tấu nghị, ngày nay còn rất ít, nổi bật nhất là bài văn Ngũ chướng thuyết (五瘴说). Ngũ chướng thuyết có 120 chữ, được sáng tác vào lúc Chí làm Tri Chiêu Châu, nội dung bộc lộ nỗi oán ghét đối với quan lại tham tàn, gây hại cho dân. Bài văn được nhiều thế hệ khắc đá ghi lại, ngày nay ít nhất còn ở 2 nơi: Long Ẩn nhai thuộc Quế Lâm và bến Đông Hồ ở Tân Đô.
| Nguyên tác: 五瘴说 仕有五瘴: 急征暴敛, 剥下奉上, 此租赋之瘴也; 深文以逞, 良恶不白, 此刑狱之瘴也; 昏晨醉宴, 弛废王事, 此饮食之瘴也; 侵牟民利, 以实私储, 此货财之瘴也; 盛拣姬妾, 以娱声色, 此帏薄之瘴也. 有一于此, 民怨神怒, 安者必病, 病着必殒, 虽在毂下亦不可免, 何但远方而已! 仕者或不自知, 乃归咎于土瘴, 不亦谬乎! | Hán Việt: Ngũ chướng thuyết Sĩ hữu ngũ chướng: cấp chinh bạo liễm, bác hạ phụng thượng, thử tô phú chi chướng dã; thâm văn dĩ sính, lương ác bất bạch, thử hình ngục chi chướng dã; hôn thần túy yến, thỉ phế vương sự, thử ẩm thực chi chướng dã; xâm mưu dân lợi, dĩ thật tư trữ, thử hóa tài chi chướng dã; thịnh giản cơ thiếp, dĩ ngu thanh sắc, thử vi bạc chi chướng dã. Hữu nhất vu thử, dân oán thần nộ, an giả tất bệnh, bệnh trứ tất vẫn, tuy tại cốc hạ diệc bất khả miễn, hà đãn viễn phương nhi dĩ! Sĩ giả hoặc bất tự tri, nãi quy cữu vu thổ chướng, bất diệc mậu hồ! | Dịch nghĩa: (chưa có) | Dịch văn: (chưa có) |